# Ilocomba marta
Espèce
Ilocomba marta est une espèce d'araignées aranéomorphes de la famille des Anyphaenidae.

## Distribution
Cette espèce est endémique de Colombie.

## Description
La femelle holotype mesure 4,60 mm et le mâle paratype 4,00 mm, les mâles mesurent de 4,30 à 5,30 mm et les femelles de 3,75 à 6,20 mm.

## Étymologie
Son nom d'espèce lui a été donné en référence au lieu de sa découverte, le Sierra Nevada de Santa Marta.

## Publication originale
- Brescovit, 1997 : Revisão de Anyphaeninae Bertkau a nivel de gêneros na região Neotropical (Araneae, Anyphaenidae). Revista Brasileira de Zoologia, vol. 13, suppl. 1, p. 1-187 (texte intégral).